# Aldea Brasilera
Aldea Brasilera est une localité rurale argentine située dans le département de Diamante, dans la province d'Entre Ríos.

## Démographie
La population de la localité, c'est-à-dire sans tenir compte de la zone rurale, était de 573 en 1991 et de 709 en 2001, mais dans cette dernière, toute la population était considérée comme urbaine.